# Berlin Südkreuz
Berlin Südkreuz  egy átmenő vasútállomás Németországban, Berlinben. Az állomáson egyaránt megállnak a távolsági ICE és a regionális vonatok. A német vasútállomáskategória első osztályába tartozik, ebben a kategóriában 20 német főpályaudvar található, jellemzően a legnagyobbak és legfontosabbak.

## Vasútvonalak
Az állomást az alábbi vasútvonalak érintik:
- Berlin–Halle-vasútvonal
- Anhalter Vorortbahn
- Észak-Dél-vasútvonal
- Berlin Ringbahn
- Berlin–Drezda-vasútvonal

## Forgalom

### Távolsági forgalom
| Járat           | Útvonal | Gyakoriság                       |
| --------------- | --- | -------------------------------- |
| ICE 11          | (Hamburg –) Berlin – Berlin Südkreuz – Leipzig – Erfurt – Frankfurt – Stuttgart – München                                                                                        | kétóránként                      |
| ICE 15          | (Binz – Stralsund –) Berlin – Berlin Südkreuz – Halle – Erfurt – Frankfurt | kétóránként                      |
| ICE 18          | Hamburg – Berlin – Berlin Südkreuz – Halle – Erfurt – Nürnberg – Ingolstadt/Augsburg – München                                                                                   | kétóránként                      |
| ICE 28          | Hamburg – vagy (Stralsund/Rostock –) Berlin – Berlin Südkreuz – Leipzig – Erfurt – Nürnberg – Ingolstadt/Augsburg – München                                                      | kétóránként                      |
| ICE 29          | (Rostock –) Berlin – Berlin Südkreuz – Halle – Erfurt – Nürnberg – München | öt vonatpár                      |
| ICE 91          | (Rostock –) Berlin – Berlin Südkreuz – Halle – Erfurt – Nürnberg – Regensburg – Passau – Linz – Wien                                                                             | egy vonatpár                     |
| EC 27           | (Kiel 1 vagy Westerland 1 –) Hamburg – Berlin – Berlin Südkreuz – Dresden – Prag                                                                                                 | kétóránként 1 egy vonatpár       |
| EC 173 Hungária | Hamburg-Altona – Berlin – Berlin Südkreuz – Drezda – Prága – Pozsony – Budapest-Nyugati                                                                                          | Napi egy pár                     |
| IC 28           | (Binz –) Stralsund – Pasewalk – Berlin – Berlin Südkreuz | két vonatpár                     |
| IC 32           | (Berlin Südkreuz – Hannover –) Dortmund – Essen – Duisburg – Köln – Koblenz – Mainz – Mannheim – Stuttgart (– Nürtingen – Reutlingen – Tübingen bzw. – Ulm – Augsburg – München) | bizonyos vonatok                 |
| IC 32           | Berlin Südkreuz – Wolfsburg – Hannover – Dortmund – Duisburg – Düsseldorf – Aachen (– Düren – Köln)                                                                              | egy vonatpár hétfőtől péntekig   |
| EN              | Metropol Berlin – Berlin Südkreuz – Dresden – Prag – Bratislava – Budapest | egy vonatpár 2017 december 10-ig |
| EN              | Wien–Berlin-Night-Express Berlin – Berlin Südkreuz – Dresden – Prag – Wien | egy vonatpár 2017 december 10-ig |
| EN              | ÖBB Nightjet Hamburg – Berlin-Spandau – Berlin – Berlin Südkreuz – Halle – Frankfurt Süd – Mannheim – Karlsruhe – Offenburg – Freiburg – Basel – Zürich                          | egy vonatpár 2017 december 10-ig |
| FLX 30          | Berlin Südkreuz – Berlin – Berlin-Spandau – Wolfsburg – Hannover – Bielefeld – Dortmund – Essen – Duisburg – Düsseldorf – Köln                                                   | 2 vonatpár                       |

### Regionális forgalom
| Járat | Útvonal | Útvonal | Útvonal |
| ----- | --- | --- | --- |
| IRE   | Bad Schandau – Königstein(Sächs Schw) – Kurort Rathen – Dresden Hbf – Berlin Südkreuz                                         | Bad Schandau – Königstein(Sächs Schw) – Kurort Rathen – Dresden Hbf – Berlin Südkreuz                                         | Bad Schandau – Königstein(Sächs Schw) – Kurort Rathen – Dresden Hbf – Berlin Südkreuz                                         |
| RE 3  | Elsterwerda – Wünsdorf-Waldstadt – Berlin Südkreuz – Eberswalde – Angermünde –                                                | Elsterwerda – Wünsdorf-Waldstadt – Berlin Südkreuz – Eberswalde – Angermünde –                                                | Prenzlau – Greifswald – Stralsund                                                                                             |
| RE 3  | Elsterwerda – Wünsdorf-Waldstadt – Berlin Südkreuz – Eberswalde – Angermünde –                                                | Elsterwerda – Wünsdorf-Waldstadt – Berlin Südkreuz – Eberswalde – Angermünde –                                                | Schwedt(Oder) |
| RE 4  | Jüterbog – Ludwigsfelde – Berlin Südkreuz – Berlin-Spandau – Dallgow-Döberitz – Wustermark – Rathenow                         | Jüterbog – Ludwigsfelde – Berlin Südkreuz – Berlin-Spandau – Dallgow-Döberitz – Wustermark – Rathenow                         | Jüterbog – Ludwigsfelde – Berlin Südkreuz – Berlin-Spandau – Dallgow-Döberitz – Wustermark – Rathenow                         |
| RE 5  | Lutherstadt Wittenberg – | Jüterbog – Berlin Südkreuz – Oranienburg – Neustrelitz –                                                                      | Güstrow – Rostock |
| RE 5  | Falkenberg/Elster – | Jüterbog – Berlin Südkreuz – Oranienburg – Neustrelitz –                                                                      | Neubrandenburg – Stralsund |
| RB 19 | Berlin Gesundbrunnen – Berlin Südkreuz – Berlin-Schönefeld Flughafen – Königs Wusterhausen – Lübben (Spreewald) – Senftenberg | Berlin Gesundbrunnen – Berlin Südkreuz – Berlin-Schönefeld Flughafen – Königs Wusterhausen – Lübben (Spreewald) – Senftenberg | Berlin Gesundbrunnen – Berlin Südkreuz – Berlin-Schönefeld Flughafen – Königs Wusterhausen – Lübben (Spreewald) – Senftenberg |

### S-Bahn
| Járat | Útvonal |
| ----- | --- |
|       | Bernau – Bernau-Friedenstal – Zepernick – Röntgental – Buch – Karow – Blankenburg – Pankow-Heinersdorf – Pankow – Bornholmer Straße – Gesundbrunnen – Humboldthain – Nordbahnhof – Oranienburger Straße – Friedrichstraße – Brandenburger Tor – Potsdamer Platz – Anhalter Bahnhof – Yorckstraße – Südkreuz – Priesterweg – Attilastraße – Marienfelde – Buckower Chaussee – Schichauweg – Lichtenrade – Mahlow – Blankenfelde \|\| 10 percenként                       |
|       | Hennigsdorf – Heiligensee – Schulzendorf – Tegel – Eichborndamm – Karl-Bonhoeffer-Nervenklinik – Alt-Reinickendorf – Schönholz – Wollankstraße – Bornholmer Straße – Gesundbrunnen – Humboldthain – Nordbahnhof – Oranienburger Straße – Friedrichstraße – Brandenburger Tor – Potsdamer Platz – Anhalter Bahnhof – Yorckstraße – Südkreuz – Priesterweg – Südende – Lankwitz – Lichterfelde Ost – Osdorfer Straße – Lichterfelde Süd – Teltow Stadt \|\| 20 percenként |
|       | Waidmannslust – Wittenau (Wilhelmsruher Damm) – Wilhelmsruh – Schönholz – Wollankstraße – Bornholmer Straße – Gesundbrunnen – Humboldthain – Nordbahnhof – Oranienburger Straße – Friedrichstraße – Brandenburger Tor – Potsdamer Platz – Anhalter Bahnhof – Yorckstraße – Südkreuz – Priesterweg – Südende – Lankwitz – Lichterfelde Ost – Osdorfer Straße – Lichterfelde Süd – Teltow Stadt \|\| 20 percenként                                                        |
| ↻ ↺   | Gesundbrunnen – Schönhauser Allee – Prenzlauer Allee – Greifswalder Straße – Landsberger Allee – Storkower Straße – Frankfurter Allee – Ostkreuz – Treptower Park – Sonnenallee – Neukölln – Hermannstraße – Tempelhof – Südkreuz – Schöneberg – Innsbrucker Platz – Bundesplatz – Heidelberger Platz – Hohenzollerndamm – Halensee – Westkreuz – Messe Nord/ICC – Westend – Jungfernheide – Beusselstraße – Westhafen – Wedding – Gesundbrunnen \|\| 5 percenként      |
|       | Südkreuz – Tempelhof – Hermannstraße – Neukölln – Köllnische Heide – Baumschulenweg – Schöneweide – Betriebsbahnhof Schöneweide – Adlershof – Altglienicke – Grünbergallee – Flughafen Berlin-Schönefeld \|\| 20 percenként |
|       | Westend – Messe Nord/ICC – Westkreuz – Halensee – Hohenzollerndamm – Heidelberger Platz – Bundesplatz – Innsbrucker Platz – Schöneberg – Südkreuz – Tempelhof – Hermannstraße – Neukölln – Köllnische Heide – Baumschulenweg – Schöneweide – Betriebsbahnhof Schöneweide – Adlershof – Grünau – Eichwalde – Zeuthen – Wildau – Königs Wusterhausen \|\| 20 percenként                                                                                                   |